# コミュニティ施策
コミュニティ施策（ - しさく）とは、中央政府または地方自治体がコミュニティ形成のために実施する施策で、地織的つながりや地域的共同件を作り出すこと。
おもな内容として規模設定、空間的な施設計画、社会システムとしての組織づくり等がある。自治体特有の施設管理的な側面が強く、住民によるコミュニティ形成運動とはしばしば対立する。

## コミュニティセンター
地域社会の中心施設、都市における集会所や学校、図書館などの施設で通常は多目的施設として建設された広域地域の人々や自治体や公的機関により住民運動や住民交流、住民学習、行政サービスなどの場として利用されていてコミュニティを形成するために機能する公共施設群の集合した施設などのことをさす。